# Estação Gare du Midi
Gare du Midi (fr) ou Zuidstation (nl) é uma estação das linhas 2 e 6 do Metro de Bruxelas.
A estação tem acesso à Estação de Bruxelas-Midi.